# Élisabeth Branly-Tournon
Élisabeth Branly-Tournon, né le 18 août 1889 à Verdun et morte le 15 juin 1972 à Paris 5e, est une peintre française.

## Biographie
Fille d'Édouard Branly et épouse de Paul Tournon, membre des Ateliers d'art sacré de Georges Desvallières et Maurice Denis, elle expose en 1929 au Salon des humoristes les toiles Le jugement de Pâris et La Naissance de Vénus. 
Elle prend part au Salon des arts décoratifs de 1925, à l'exposition coloniale de 1931 ainsi qu'à l'exposition universelle de 1937.
Elle décore plusieurs baptistères d'églises conçues par son mari comme : Sainte-Thérèse d' Elisabethville à Aubergenville, le Sacré-Cœur à Casablanca ou le Saint Esprit à Paris (186 avenue Daumesnil, 12e). Paul Tournon construit le nouveau laboratoire de son beau-père en 1932.
On lui doit aussi des illustrations pour des magazines tels Le Fruit défendu (revue La Baïonnette, 1916).
Elle est la mère de Florence, peintre, et de Marion Tournon-Branly, architecte.
Elle est inhumée au cimetière du Père-Lachaise (10e division).